# Ароу Појнт (Мисури)
Ароу Појнт (енгл. Arrow Point) град је у америчкој савезној држави Мисури.

## Демографија
По попису из 2010. године број становника је 86, што је 47 (-35,3%) становника мање него 2000. године.
| Група             | 2000.       | 2010.      |
| Белци             | 130 (97,7%) | 85 (98,8%) |
| Афроамериканци    | 0 (0,0%)    | 0 (0,0%)   |
| Азијати           | 0 (0,0%)    | 0 (0,0%)   |
| Хиспаноамериканци | 1 (0,8%)    | 0 (0,0%)   |
| Укупно            | 133         | 86         |